# Coniophanes dromiciformis
Espèce
Synonymes
- Tachymenis dromiciformis Peters, 1863

Statut de conservation UICN

 VU B1ab(iii) : Vulnérable
Coniophanes dromiciformis est une espèce de serpents de la famille des Dipsadidae.

## Répartition
Cette espèce se rencontre dans le nord du Pérou et dans le sud de l'Équateur.

## Publication originale
- Peters, 1863 : Über einige neue oder weniger bekannte Schlangenarten des zoologischen Museums zu Berlin. Monatsberichte der Königlich Preussischen Akademie der Wissenschaften zu Berlin, vol. 1863, p. 272-289 (texte intégral).